# Eucyclops ishidai
Eucyclops ishidai – gatunek widłonoga z rodziny Cyclopidae, nazwa naukowa gatunku została po raz pierwszy opublikowana w 2016 roku przez hydrobiologów Nancy Fabiolę Mercado-Salas i Eduardo Suárez-Moralesa.